# Kristotomus foveolatus
Kristotomus foveolatus är en stekelart som beskrevs av Dmitriy R. Kasparyan 1976. Kristotomus foveolatus ingår i släktet Kristotomus och familjen brokparasitsteklar. Inga underarter finns listade i Catalogue of Life.